# Строганова, Валентина Александровна
Валенти́на Алекса́ндровна Стро́ганова (23 января 1930 — 16 сентября 2017) — советская и российская актриса театра и кино. Заслуженная артистка РСФСР (1981).

## Биография
Валентина Строганова родилась 23 января 1930 года.
Училась в студии при Ярославском театре им. Ф. Волкова, по окончании которой в 1950 году была принята в Саратовский ТЮЗ.
За годы работы в театре Валентина Александровна сыграла более ста ролей, разных по жанру, характеру и объёму. Актриса создавала глубоко выразительные образы.

## Признание и награды
- Заслуженная артистка РСФСР (1981)[3].
- Медаль ордена «За заслуги перед Отечеством» II степени (1999)[4].
- Почётный знак Губернатора Саратовской области «За любовь к родной земле» (2000)[5].
- Специальный приз Экспертного совета III фестиваля «Золотой Арлекин» (2005) — «За верное и преданное служение театру».

## Творчество

### Роли в театре

#### Саратовский ТЮЗ
- «Три сестры» А. П. Чехова — Ирина
- «Иркутская история» А. Н. Арбузова — Валентина
- «Традиционный сбор» В. С. Розова — Агния
- «На дне» М. Горького — Настя
- «Любовь Яровая» Тренёва — Панова
- «Деревья умирают стоя» Алехандро Касона. Режиссёр: Ю. П. Киселёв — Бабушка
- «Банкрот» А. Н. Островского — Аграфена Кондратьевна
- 2003 — «Наливные яблоки» по пьесе А. Н. «Правда хорошо, а счастье лучше». Режиссёр: А. Я. Соловьёв — Мавра Тарасовна[6][7]
- 2005 — «Вечно живые» В. С. Розова. Режиссёр: А. Я. Соловьёв — Варвара Капитоновна[8][9]
- 2008 — «Поздняя любовь» А. Н. Островского. Режиссёр: А. Я. Соловьёв — Фелицата Антоновна Шаблова[10]

### Фильмография
- 1970 — Без права на пощаду